# Tony Duvert
 (janvier 2023).
Pour les articles homonymes, voir Duvert.
Tony Duvert, né le 2 juillet 1945 à Thoré-la-Rochette où il est mort en juillet 2008, est un écrivain français.
À partir de 1973, ses romans et essais sont remarqués, aussi bien pour leur style (Paysage de fantaisie reçoit le prix Médicis) que pour leurs thèmes (pédophilie, homosexualité, critique de la famille, etc.). Il devient un écrivain d'une certaine renommée malgré son refus de la médiatisation,. Homosexuel revendiqué, il est surtout connu pour s'être ouvertement déclaré pour la pédophilie et avoir prôné dans son œuvre la sexualité entre adultes et enfants.
Il profite du contexte favorable de l'époque, marqué par l'émergence de débats sur la liberté sexuelle et ses limites, pour faire l'apologie de la pédophilie dans presque tous ses livres. Dans les années 1980, son audience diminue : confronté à l'impossibilité de faire entendre ses idées, il cesse d'écrire après 1989. Vivant en reclus dans le Loir-et-Cher, il passe seul les douze dernières années de sa vie.
Il a essentiellement été publié par les Éditions de Minuit.

## Biographie

### Enfance et adolescence (1945-1966)
Tony Duvert est le fils de Georges Duvert, receveur d'enregistrement né à Meknès en 1918, et de Ferdinande Maury, née à Worms en 1920. Il a deux frères, Alain et Gilles. Sa mère est décrite comme « élégante et sociable [mais] enfermée dans une vie de femme au foyer, dans des conditions particulièrement strictes », elle aime la lecture. Le père, quant à lui, employé d'une compagnie d'assurance-vie, s'intéresse surtout aux émissions sportives de la radio et de la télévision. L'ambiance familiale est lugubre : « Dans cette étrange famille, on n'échangeait pas et chacun vivait sa vie en secret », témoigne Alain, le frère survivant de Tony.

Sa petite enfance n'a probablement pas été heureuse : voilà ce qu'il dit de son double littéraire, le personnage de Jonathan : 

« Ce que Jonathan connaissait de l'enfance de Serge lui semblait épouvantable. Ce qu'il se rappelait de la sienne propre ne valait pas mieux : et ce qu'on lui en avait dit après coup […] lui avait seulement donné des envies de meurtre. En plus, ils (les vieux) étaient fiers de vous raconter ce qu'ils vous avaient fait, quand vous deveniez assez âgés pour comprendre. »

Tony n'entre à l'école qu'à l'âge de 6 ans, sa mère, « très aimable, délicieuse pour les petits » lui ayant déjà appris à lire, écrire et compter.

Sa vie érotique commence très jeune : 

« les petites filles ne me répugnaient nullement ; [mais mon] affection visait bien les tout-petits, puisqu'à part ça je m'accouplais (j'ai commencé à 8 ans) avec des gamins qui ne m'inspiraient pas une ombre de tendresse : trop vieux ! (Sept ans, neuf ans, onze ans, et souvent davantage.) […] J'enculais les copains, je pelotais les gamines en colonie de vacances — j'étais un adulte bisexuel idéal, oui, adulte avant la lettre. »

 Alain Duvert a raconté à Gilles Sebhan se souvenir de « jeux très poussés » avec son frère et un jeune cousin. Sebhan en déduit que Tony Duvert a connu ses premières expériences sexuelles avec son frère et le cousin en question.
Outre la sexualité, le jeune Tony découvre dans l'enfance deux passions qui l'accompagneront toute sa vie : l'écriture et la musique : « Mon premier graffiti littéraire date de mes sept ans. […] Puis vers treize ans, cela se mit à proliférer. […] Mon goût effréné de la musique est encore plus ancien […] mais sa pratique active date aussi de mes neuf à dix ans. » Il étudie ainsi le piano à la Schola Cantorum de Paris avec Nadia Tagrine.
À l'adolescence, la situation se complique : « Homo pratiquant et comblé quand j'ignorais encore quel nom ça portait, quel statut ça avait, je n'ai découvert ce nom, ce statut qu'à un âge tardif — 13 à 14 ans — : ce fut pour éprouver une colère, une indignation, une révolte, une haine, une rage qui vivifièrent et assombrirent toute mon adolescence, et qui ne s'éteindront jamais. » Ses parents finissent par apprendre son homosexualité quand Tony a 15 ans (Duvert laisse entendre qu'il leur en a parlé lui-même) et décident de l'en « guérir » : il est envoyé chez le psychiatre Marcel Eck, spécialiste du traitement de l'homosexualité, dont il a décrit en 1980 les méthodes comme brutales et humiliantes. À la suite de quoi il fait une fugue et une tentative de suicide. Ces événements serviront de base à son premier roman Récidive (1967).
En 1961, il intègre à Savigny-sur-Orge le lycée Jean-Baptiste Corot, réputé dans la région. Élève brillant, il rebute par sa morgue et son homosexualité, et a peu d'amis proches avant que son professeur de philosophie ne lui fasse rencontrer à la fin de 1963 Christian Duteil, futur professeur de philosophie et journaliste. Tous deux sont primés en 1963 au concours général, Duvert par un accessit, Duteil par une mention spéciale. Duvert se rend assez souvent à Paris, où il multiplie les expériences homosexuelles. Après le lycée, il hésite sur la voie à suivre : études de médecine, de philosophie, de lettres ? Une carrière de pianiste, ou encore devenir guide de haute montagne ? Ce sera finalement la littérature.

### Débuts littéraires (1967-1973)
En 1967, Tony Duvert adresse le manuscrit de Récidive à Jérôme Lindon des Éditions de Minuit, dont le catalogue exigeant et le succès critique (il a publié Samuel Beckett et de nombreux auteurs du nouveau roman) paraissent au jeune écrivain un gage de qualité. Lindon reconnaît immédiatement le potentiel de Duvert et accepte de publier l'ouvrage. Tony Duvert fait donc ses débuts en littérature à l'âge de 22 ans. Cependant, Lindon, conscient des risques de publier un roman où la pornographie est très présente, fait le choix d'un tirage restreint (712 exemplaires) et d'une sortie discrète : publié sans service de presse, le livre n'est disponible que par souscription, ou dans des librairies sélectionnées qui le vendent discrètement. Cela n'empêche pas Récidive de recevoir des critiques élogieuses dans la presse.
Très productif, Duvert publie dans les années suivantes trois romans : Interdit de séjour et Portrait d'homme-couteau en 1969, Le Voyageur en 1970. « Toujours plus sexuel[s], toujours plus violent[s], et toujours plus expérimenta[ux] », ils restent vendus par souscription, ce qui n'empêche pas Interdit de séjour d'être interdit à la vente aux mineurs, à la publicité et à l'exposition par un arrêté du 10 juillet 1969.
Dans ces quatre premiers romans, le rejet des conventions du roman classique se fait de plus en plus extrême, plus par volonté subversive que pour suivre la mode : style décousu, jeux typographiques, absence ou multiplicité des intrigues, des narrateurs, de la chronologie ou des faits, absence de ponctuation dans Le Voyageur. De plus, ces expérimentations narratives et stylistiques se doublent d'une « dimension politique » des ouvrages, qui critiquent la société bourgeoise au moyen de la pornographie violente, et par ses thèmes scandaleux : fugue, relations sexuelles entre adultes et enfants. Duvert est souvent rattaché au courant du nouveau roman ; il fait d'ailleurs en 1968 l'éloge du romancier Robert Pinget dans un article publié par la revue Critique. Interrogé sur sa filiation littéraire, il précise cependant éprouver une « grande aversion » pour les styles d'autres auteurs du nouveau roman comme Alain Robbe-Grillet ou Michel Butor.
Si ces caractéristiques commencent à lui assurer un certain succès critique, il vend peu. Afin de lui assurer un revenu fixe, Lindon décide de le salarier en lui confiant la direction d'une nouvelle revue littéraire, Minuit, qui publie dès son premier numéro, outre Duvert, Samuel Beckett, Pierre Bourdieu, Robert Pinget et Alain Robbe-Grillet. S'il s'acquitte durant plusieurs années de la tâche avec réussite, son caractère limite toujours l'extension de son réseau, même si la même année il se lie d'amitié avec le dessinateur Michel Longuet.

Au début des années 1970, Tony Duvert entre en relation avec une mère de famille qu'il apprécie peu afin de se rapprocher du fils de cette dernière. Apparemment peu attentive à son fils et désirant partir seule en voyage, elle aurait confié durant l'été 1973 le garçon à Tony Duvert, qui aurait alors eu des rapports sexuels avec l'enfant. Cet épisode sert de trame à Quand mourut Jonathan, publié cinq ans plus tard. Dans le second ouvrage qu'il a consacré à Tony Duvert, Gilles Sebhan a pu établir que cette histoire a bel et bien eu lieu, que l'enfant s'appelait Jean et qu'il est mort d'une overdose au début des années 1980. Cependant, d'après son ami Michel Longuet, Duvert était plutôt désemparé quand un enfant croise sa route. Michel Longuet raconte ainsi : 

« Tout à coup il aperçoit [mon voisin de 12 ans] Stéphane, il s'est arrêté net […] il était transformé en statue de sel […] il s'est levé d'un coup, sans un mot et est parti. »

### Reconnaissance critique (1973-1979)
La publication en 1973 de son roman Paysage de fantaisie marque un tournant. Sorte de longue rêverie hallucinée autour d'un bordel de petits garçons, il est accueilli très favorablement par la critique de l'époque qui y voit, selon l'expression du psychanalyste Serge André, « l'expression d'une saine subversion ». Ainsi, pour Claude Mauriac, l'ouvrage révèle « des dons et un art que le mot talent ne suffit pas à exprimer. »
Grâce à l'appui de Roland Barthes, entré peu avant au jury, Duvert reçoit début novembre le prix Médicis 1973, ce qui constitue une petite surprise. Face aux journalistes qui découvrent son visage pour l'occasion, il apparaît nerveux et mutique, et son caractère difficile l'amène à se disputer le soir même avec ses soutiens, Barthes compris, lors du repas célébrant le prix : une violente querelle éclate entre Duvert et Barthes, au sujet de la pédophilie. Invité à l'émission littéraire Ouvrez les guillemets, il laisse son éditeur le représenter.

Jusque-là très peu connu au sein des milieux de la culture et des médias, Tony Duvert accorde à l'époque ses premières interviews à la presse écrite. Cette visibilité médiatique permet à son premier essai, Le Bon Sexe illustré, prolongation de son article de 1973 « La sexualité chez les crétins », d'être commenté dans la presse à sa parution en 1974. Dans cet ouvrage, il critique violemment les cours d'éducation sexuelle, matière préventive récemment introduite dans les écoles, et qui ne vise selon lui qu'à « châtrer » les possibilités érotiques des enfants afin de leur faire suivre le modèle hétérosexuel conjugal et reproducteur. Duvert affirme, dans Le Bon Sexe illustré : 

« Il faut reconnaître aux mineurs, enfants et adolescents, le droit de faire l'amour. »

La réception est positive. Le Nouvel Observateur écrit ainsi « sous les apparences progressistes des éducateurs, il déjoue un à un les pièges du conformisme et, ce qui est plus grave, le subtil bourrage de crâne de l’Ordre sexuel. » Chacun des chapitres de l'essai est illustré d'une photo représentant un jeune garçon en érection, tirée de l'Encyclopédie de la vie sexuelle (volume destiné aux 10-13 ans) des éditions Hachette, que l'auteur décrit comme « une bite de gamin qui bande ».
Début 1974, grâce à l'argent du prix, il quitte Paris qu'il apprécie peu et s'installe à Marrakech dans le quartier du Guéliz. Dans ses premiers mois au Maroc, il couche avec de nombreux adolescents et enfants, et délaisse l'écriture. À la fin de l'année, il quitte son logement moderne pour un appartement dans la vieille ville, et se lance dans la rédaction de Journal d'un innocent, transposition espagnole de son expérience marocaine, au style plus classique que celui de ses précédents livres. Le livre est publié en 1976.
Pendant cette période, Duvert fait des allers et retour entre la France et le Maroc : ainsi il écrit dans Journal d'un innocent (p. 39) : « À Paris, je partageai plusieurs fois le lit, les plaisirs diaboliques et les trajets pour l'école d'un gamin français de 6 à 7 ans. » Il s'agit de Jean, qui inspira le Serge de Quand mourut Jonathan (1978). Duvert a ainsi probablement hébergé un été ou deux le jeune garçon, entre ses 8 et 10 ans, et eut une relation sexuelle avec lui.
Il rentre en France à la fin de l'année 1975, pensant continuer à vivre entre les deux pays, mais le manque d'argent le pousse à rester. Il s'installe à Tours, à proximité de son frère et de sa mère, fuyant Paris et les milieux littéraires.
À la fin de l'année, il se met à écrire Quand mourut Jonathan, transposition romancée de son histoire avec Jean. Durant la même période, il écrit des poèmes en prose, de courtes nouvelles recueillis aux Éditions Fata Morgana en 1978 dans deux ouvrages, District et Les Petits Métiers, des portraits de notre société, le premier sur un mode réaliste et impersonnel, le deuxième jouant sur l'ironie et l'absurde,
À Tours, si la solitude comme toujours constitue son ordinaire, il y fréquente néanmoins le bar Le petit faucheux, « lieu alternatif » à la fois bar, restaurant, salle de spectacle et librairie, où se croisent squatters, immigrés, artistes, pensionnaires de l'hôpital psychiatrique, condamnés en liberté conditionnelle et flics en civil… Il y rencontre notamment le metteur en scène José Manuel Cano Lopez, qui adaptera au théâtre ses Petits métiers.
L'estime critique ne permet cependant pas à Duvert d'atteindre le succès qu'il escomptait avec son prix Médicis ; il décide alors d'écrire un roman qui reprendrait ses thèmes de prédilection (observation critique des familles, et des enfants entre eux) tout en évacuant les thématiques pédophiles et en présentant une facture stylistique absolument classique afin de sensibiliser à ses idées un public qu'il espère le plus large possible. Le roman décrit la société d'une sous-préfecture, ses familles de milieux populaires, petit-bourgeois, notables, et les aventures de leurs enfants : une bande de garçons de 7 à 14 ans qui volent pour le plaisir. Paru en mars 1979, L'Île atlantique « suscite des articles dithyrambiques » de Bertrand Poirot-Delpech, François Nourissier ou Madeleine Chapsal, et le livre se vend effectivement mieux que les précédents, étant réédité en poche à plusieurs reprises (Hachette, 1979 ; Seuil, 1988 ; Minuit, 2005).
En ces années 1979-1982, Duvert s'implique plus que jamais pour défendre ses idées : bien qu'éloigné de la « scène » parisienne, il se lie d'amitié avec le philosophe René Schérer, spécialiste de l'enfance et critique de la notion de majorité sexuelle. Dans la continuité de ses articles polémiques publiés par Libération et Gai Pied, il publie L'Enfant au masculin pour répondre aux premières publications anti-pédophiles, qui proviennent désormais non plus des conservateurs, mais des féministes et des homosexuels.

### Le retrait du monde (1981-2008)
Malgré l'intérêt pour son travail, Duvert se renferme de plus en plus. Après L'Île Atlantique, il s'attaque au roman de genre avec Un anneau d'argent à l'oreille, inspiré par le roman policier mais toujours très critique envers la société adulte. Persuadé que son éditeur n'aime pas ce livre, Duvert est déçu de l'accueil fait par la presse. Le critique du Figaro Michel Nuridsany y voit pourtant « un tournant » dans l'œuvre de celui « que l'on s'accorde à considérer comme l'un des meilleurs écrivains de sa génération. »

Le repli de Duvert s'aggrave. Les rencontres avec ses amis ou les réponses à leurs lettres, même les plus proches comme Michel Longuet ou Jean-Pierre Tison, s'espacent de plus en plus. Il se lance dans un projet autobiographique, La Passion de Thomas, qui n'aboutit pas, bien que les éditions de Minuit en aient reçu quelques chapitres. En 1988, lorsque L'Île Atlantique est édité en poche au Seuil, François Nourissier regrette dans Le Monde la disparition littéraire de Duvert. En 1989, il sort pourtant un recueil d'aphorismes, Abécédaire malveillant. L'accueil critique est partagé : tandis que Jérôme Garcin, dans L'Événement du jeudi, y voit « l'ultime pochade fielleuse d'un soixante-huitard attardé dans les WC à la turque de la fac de Vincennes où les murs amochés supportent encore les graffitis obscènes et les tags colériques d'une révolte désormais désuète », Patrick Grainville dans Le Figaro salue son retour : 

« Tony Duvert s’est tu pendant huit ans. Et ce silence rassurait ses rivaux. Qu’ils tremblent ! […] J’avoue que Duvert aujourd’hui m’épate. Le voici charcutant des aphorismes, les coupant au ciseau, à la française, et bien féroces ! »

Tony Duvert ne publie plus rien ensuite.
L'écrivain Bernard Duvert, homonyme de Tony Duvert qui avait correspondu avec lui dans les années 1980, a raconté à Gilles Sebhan que Duvert lui avait confié avoir tué un garçon de rencontre vers le début de 1990 et avoir ensuite enterré le corps de l'enfant. Il aurait ensuite vécu torturé par le remords et tenté par le suicide. Le retrait du monde de l'écrivain s'expliquerait alors par sa culpabilité. Cette histoire est cependant impossible à vérifier : Sebhan dit n'avoir trouvé aucun indice pour la corroborer.
En 1994, malgré l'extrême patience de son propriétaire, il ne peut plus payer le loyer de son appartement, après plusieurs années déjà passées sans chauffage ni téléphone. Il se retire alors auprès de sa mère à Thoré-la-Rochette. Leurs relations sont très tendues : dans ses lettres à son frère Alain, il brosse un portrait cauchemardesque de la vieille femme. Celle-ci meurt en 1996.
Il vit désormais seul, ne sortant que le soir ou pour faire ses courses en taxi. Il n'a pas de contacts avec ses voisins et passe pour une sorte de fou qui lit à haute voix des textes qu'il détruit aussitôt. Bien qu'oubliée du grand public, son œuvre influence cependant encore à la fin des années 1980 quelques auteurs des Éditions de Minuit, comme Eugène Savitzkaya, Hervé Guibert et Mathieu Lindon ou, plus récemment, Gilles Sebhan.
En 2005, Gérard Mordillat adapte pour Arte L'Île Atlantique, sans que Duvert intervienne d'aucune façon dans le processus, sinon pour donner son aval à l'éditeur, car il a toujours besoin d'argent. À la suite de la diffusion du téléfilm en décembre 2005, Livres-Hebdo rappelle qu'on voyait en Duvert « un auteur essentiel », potentiellement « le plus grand écrivain de sa génération ». Dans la foulée, L'Île Atlantique est réédité en poche chez Minuit, mais Duvert ne réapparaît pas. En février 2008, Jean-Pierre Tison serait la dernière personne à avoir reçu des nouvelles de l'écrivain.
Le corps de Tony Duvert est retrouvé à son domicile le 20 août 2008, plusieurs semaines après son décès. Sa mort remonterait au début de juillet. On retrouve dans la maison des images pédopornographiques et on parle de manuscrits inédits mais, selon son frère Alain, Tony Duvert, très démuni, n'a « laissé que des dettes » et pas le moindre écrit. Peu après l'annonce de sa mort, les nécrologies sont dans leur majorité élogieuses, formant selon René de Ceccatty « un curieux requiem consensuel ».

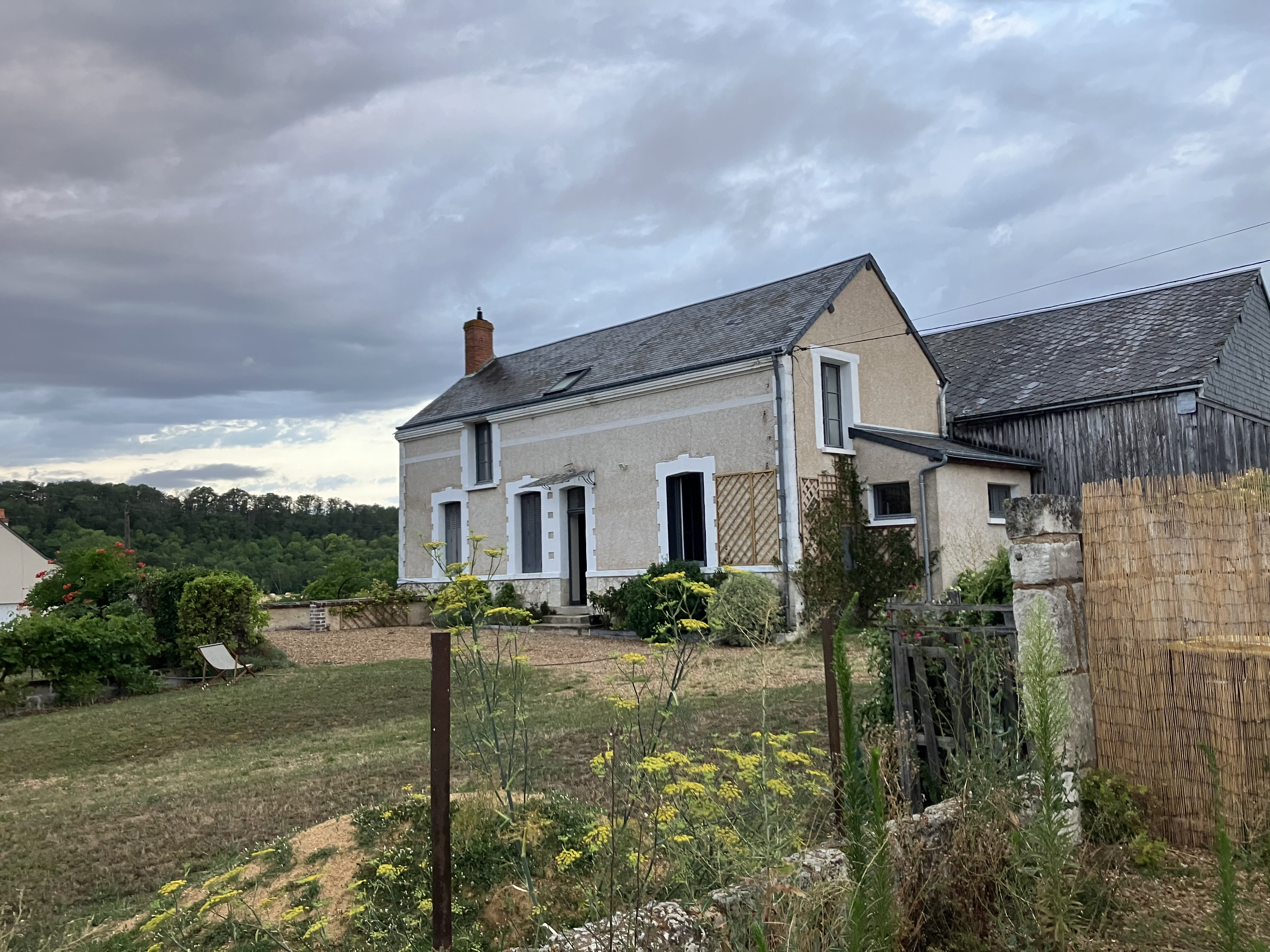
Maison de Tony Duvert, à Thoré-la-Rochette, en arrière-plan à gauche du n°72 de la rue du Maréchal-Rochambeau.

Tony Duvert est incinéré à Tours, où ses cendres sont dispersées sans plaque dans le jardin du souvenir.   
Gilles Sebhan lui a consacré un ouvrage publié en 2010 chez Denoël et intitulé Tony Duvert : l'enfant silencieux. Déplorant l'oubli dans lequel est tombée la production de celui qu'il considère comme un grand écrivain, Sebhan déclare : 

« La difficulté essentielle dans mon travail consistait à traiter de la pédophilie de Duvert, dans et hors de son œuvre, sans que le livre se referme d'emblée entre les mains des lecteurs. J'ai choisi précisément de ne pas employer le mot, de le contourner, non pas par lâcheté, mais parce qu'il fonctionne comme un signal qui annule toute pensée, parce qu'il déclenche une sorte de révulsion morale. Je voulais que le lecteur suspende un peu son jugement pour envisager une vie et une personne dans toute sa complexité. […] Quant à mon propre jugement, je voulais qu'il parte de l'œuvre, pour envisager Tony Duvert de l'intérieur, pour tenter de comprendre ce qu'il avait pu ressentir face au monde et aux hommes. […] Tony Duvert me touche au plus intime. Je le sens proche comme un frère. Et en même temps c'est un fou. Il me fait peur et il est moi. »

En 2015, Sebhan publie un deuxième ouvrage Retour à Duvert, basé sur les nouveaux témoignages provoqués par la parution du premier livre.

## Style
Le style de Duvert, au-delà de la diversité formelle de ses œuvres (de l'expérimental au classique), est caractérisé par la musicalité de son écriture : « pour ce qui est de la littérature je maîtrise mon instrument et j’en fais ce que je veux ; exactement comme un pianiste a le droit de jouer aussi bien du Scarlatti que du Boulez ». Il utilise cette même maîtrise du langage et des réactions qu'il provoque chez le lecteur dans ces essais polémiques pour proclamer ses thèses, et attaquer celles de ses adversaires.
Plusieurs de ses ouvrages s'ancrent dans la tradition sadienne d'association de la violence à la sexualité. Néanmoins, si Sade le fascine, c'est avant tout parce qu'il voit dans la démesure de la violence sadienne le révélateur du fonctionnement habituel de notre société, qu'il condamne : Le sadisme s’offre comme la démence de l’État sadien — le capitalisme —, sa dépense effrénée [...] Ainsi, on a tort de ne « retrouver » du sadisme que dans la guerre, la violence, le camp de concentration, la torture — qui sont seulement des crises de la structure sadienne permanente de notre société..
Il est par ailleurs vu à ses débuts comme un « disciple de Genet ». René de Ceccatty le dépeint comme un « excellent portraitiste de la bêtise », dans la tradition flaubertienne. Ses premières fictions poétiques sont rapprochées des publications d'Alain Robbe-Grillet, tandis qu'il s'oriente ensuite vers un réalisme poétique faisant écho aux innovations d'Ian McEwan.

## Un apologiste de la pédophilie
Connu pour sa pédophilie revendiquée, Duvert dit défendre « le droit des enfants à disposer de leur libre sexualité ». Il a écrit en 1980 avoir eu des relations sexuelles « avec un bon millier de garçons », « de six ans à cinquante et plus ». Deux essais en particulier illustrent ses convictions (Le Bon Sexe illustré, publié en 1974, et L'Enfant au masculin en 1980), lesquelles se trouvent également transposées dans plusieurs romans où les jeunes garçons occupent une place prépondérante, tels Quand mourut Jonathan ou Journal d'un innocent. Dans Quand mourut Jonathan, l'enfant est montré comme l'initiateur de sa relation sexuelle avec le protagoniste adulte, qu'il encourage à le sodomiser.

### Le Bon Sexe illustré
Dans Le Bon Sexe illustré, Duvert affirme : 

« L'information sexuelle de l'enfant de 10/13 ans ne pose aucun problème pour qui fait l'amour avec lui. […] L'enfant de 10/13 ans a donc autant de sexualité qu'il le peut et si, désormais, il la dissimule soigneusement à ses proches, il est souvent à la disposition de beaucoup d'aventures clandestines, quelle que soit leur couleur. »

Dans le même ouvrage, il tourne en dérision une image mettant en garde contre les pédophiles et dénonce la répression infligée à ces derniers, estimant que « l'interdit qui frappe la pédérastie est un simple corollaire de ceux qui, chez nous, condamnent d'une part l'homosexualité et, d'autre part, la sexualité des mineurs » et que l'abuseur sadique ou assassin d'enfants est quelque chose de « rarissime » ; pour Tony Duvert, « il est bon de redire qu'entre enfants pubères et impubères il n'y a aucune différence d'aptitude au plaisir ; seuls changent, plus ou moins, les actes de plaisir, leurs codes, leurs rôles, leur socialisation. » Selon lui, les viols d'enfants sont « parfaitement répugnants en tant qu'abus de pouvoir — et seulement en tant que tels, cela va de soi. »
Le caractère provocateur de l'ouvrage est remarqué par Le Nouvel Observateur qui écrit : « sous les apparences progressistes des éducateurs, il déjoue un à un les pièges du conformisme et, ce qui est plus grave, le subtil bourrage de crâne de l'Ordre sexuel. »
Les livres de Tony Duvert, cependant, « provoquent le scandale », reconnaissent en 1977 Pascal Bruckner et Alain Finkielkraut dans Le Nouveau Désordre amoureux (Éditions du Seuil, page 266), mais pour le déplorer et inviter leurs lecteurs à s'en inspirer.

### L'Île Atlantique
En 1979, peu après la sortie de L'Île Atlantique, Duvert accorde à Libération une interview dans laquelle il affirme : 

« Pour moi, la pédophilie est une culture : il faut que ce soit une volonté de faire quelque chose de cette relation avec l'enfant. S'il s'agit simplement de dire qu'il est mignon, frais, joli, bon à lécher partout, je suis bien entendu de cet avis, mais ce n'est pas suffisant… Certes, on peut créer des relations sauvages tout à fait personnelles : mais il n'est pas question de se contenter de relations sauvages si l'on a affaire à des enfants. Il est indispensable que les relations soient culturelles : et il est indispensable qu'il se passe quelque chose qui ne soit ni parental, ni pédagogique. Il faut qu'il y ait création d'une civilisation. »

Dans cette même interview, Tony Duvert s'en prend également aux femmes et à leur droit sur les enfants, qu'il qualifie de « matriarcat pour impubères », souhaitant une « guerre contre les mères » : il préconise de retirer les enfants aux femmes, ou du moins d'« empêcher que les femmes aient un droit exclusif sur les enfants. […] Il ne s'agit même plus qu'il y ait des relations sexuelles ou qu'il n'y en ait pas. Je connais un enfant et si la mère est opposée aux relations que j'ai avec lui, ce n'est pas du tout pour des histoires de bite, c'est avant tout parce que je le lui prends. Pour des histoires de pouvoir, oui. Autrement dit, elles se prennent une poupée et se la gardent. »

### L'Enfant au masculin
En 1980, Tony Duvert publie l'essai L'Enfant au masculin, dans lequel il fait l'éloge de ses propres penchants sexuels, associant l'homosexualité, la pédérastie et la pédophilie ; il affirme notamment que les rapports sexuels d'un homme adulte avec un enfant relèvent de l'homosexualité du mineur et que la répression de la pédophilie fait partie intégrante de la persécution des homosexuels. Pour lui, « le pédophile brouille les valeurs parentales : dans le troupeau, le bétail, des enfants ordinaires, il décèle les miracles humains » […] « le pédophile en demande trop et il introduit des valeurs trop vraies. » Concernant ses goûts, il écrit : 

« ma pédophilie, donc, s'intéresse aux garçons impubères. Mais quand commence l'impuberté ? Les bébés ne m'attirent pas encore ; les petits de deux à trois ans me plaisent à la folie, mais cette passion est restée platonique ; je n'ai jamais fait l'amour avec un garçon de moins de six ans et ce défaut d'expérience, s'il me navre, ne me frustre pas vraiment. Par contre, à six ans, le fruit me paraît mur : c'est un homme et il n'y manque rien. Cela devrait être l'âge de la majorité civile. On y viendra. »

Selon lui, « Les pédophiles réclament le droit de vivre librement l'amour qu'un enfant leur accorde, et de goûter librement les plaisirs amoureux, mêmes passagers, où ils ont découvert qu'un garçon et un homme se rendent heureux comme des diables. » Dans le même ouvrage, il dénonce également le « besoin féminin de pouvoir sur l'enfant », l'« hétérocratie » soit le « totalitarisme » que représente selon lui l'hétérosexualité érigée en norme, et la bisexualité qu'il voit comme une nouvelle norme : 

« On a dès lors deux “mauvaises” sexualités : hétéros ou homos exclusives ; et une sexualité “bonne” et “vraie”, la bisexualité. Il faut devenir (ou plutôt rester) bisexuel. […] Ces nouveaux libérés – mais maniaques du il faut – n'ont pas encore compris qu'il faut… laisser les gens libres d'avoir la sexualité, voire l'asexualité, qu'ils veulent. »

## Œuvres publiées

### Romans
Tous publiés aux Éditions de Minuit.
- Récidive, Paris, 1967. Nouvelle version en 1976  (ISBN 2-7073-0093-4)
- Interdit de séjour, Paris, 1969. Nouvelle version en 1971  (ISBN 2-7073-0160-4)
- Portrait d'homme-couteau, Paris, 1969. Nouvelle version en 1978  (ISBN 2-7073-0193-0)
- Le Voyageur, Paris, 1970  (ISBN 2-7073-0224-4)
- Paysage de fantaisie, Paris, 1973. Prix Médicis 1973
- Journal d'un innocent, Paris, 1976  (ISBN 2-7073-0095-0)
- Quand mourut Jonathan, Paris, 1978  (ISBN 2-7073-0219-8)
- L'Île atlantique, Paris, 1979  (ISBN 2-7073-0250-3). Réédition poche 2005  (ISBN 2-7073-1933-3)
- Un anneau d'argent à l'oreille, Paris, 1982  (ISBN 2-7073-0606-1)

### Essais et articles théoriques
- « La Parole et la Fiction : à propos du Libera », dans Critique no  252, mai 1968. Réédition Éditions de Minuit, 1984  (ISBN 2-7073-0674-6). Laurent Adret a qualifié ce texte de « belle étude[91] ».
- « La Lecture introuvable », dans Minuit no  1, Éditions de Minuit, novembre 1972
- « La Sexualité chez les crétins », dans Minuit no  3, Éditions de Minuit, mars 1973, p. 60-72
- « La Folie Tristan, ou l'Indésirable », dans Minuit no  4, Éditions de Minuit, mai 1973, p. 53-70
- Le Bon Sexe illustré, Éditions de Minuit, Paris, 1973  (ISBN 2-7073-0003-9)
- « Alejandro - le corps du désir », préface au catalogue de l'exposition Ramon Alejandro, Galerie Arta, Genève, mars 1974
- « L'Érotisme des autres », dans Minuit no  19, Éditions de Minuit, mai 1976, p. 2-12
- L'Enfant au masculin, Éditions de Minuit, Paris, 1980  (ISBN 2-7073-0321-6)
- Abécédaire malveillant, Éditions de Minuit, Paris, 1989  (ISBN 2-7073-1316-5)

### Nouvelles et récits poétiques
- « District », dans Les Cahiers du Chemin no  3, nrf Gallimard, avril 1968. Nouvelle version Fata Morgana, Montpellier, 1978.
- « Des courants d'air gelés », dans Preuves no  209-210, août-septembre 1968
- « Ballade des petits métiers », dans Minuit no  24, Éditions de Minuit, avril 1977. Nouvelle version : Les Petits Métiers, Fata Morgana, Montpellier, 1978.
- «Hastaire - La mémoire immédiate », Édition : Cachan, France, impr. Polycolor 6 p. ; 29 ill. en noir hors texte
- « Le Garçon à la tête dure : inspiré des Mille et une Nuits », dans Minuit no  30, Éditions de Minuit, septembre 1978
- « L'avare », dans Playboy (édition française) no  72, novembre 1979
- « Sam le héros », conte, dans Libération Sandwich no  4, 22 décembre 1979
- « ABC par Tony Duvert», dans Libération no  2015, 7 août 1980. Collage de textes

### Presse
- La fessée, l'amour, le droit in Gai Pied no 2 (mai 1979)
- Non à l'enfant poupée in Libération no 1532 (avril 1979), interview par Marc Voline et Guy Hocquenghem.
- Idée sur Narcisse in Masques no 3 (hiver 1979-1980)
- Hastaire : Scènes d’intérieur in Cimaises no 145 (janvier-février 1980).
- Grilles de mots-croisés, dans les no 11 à 20 de Gai Pied (février à novembre 1980).
- Lorsque l’enfant paraît in Libération no 1901 et 1902 (28-30/3/1980)
- La casserole au bout de la queue in Gai Pied no 25 (avril 1981)
- Les mules du pape in Gai Pied no 26 (mai 1981)
- Le carnaval sans masques in Gai Pied no 27 (juin 1981)
- Les mauvaises têtes in Gai Pied no 28 (juillet 1981)
- L’amour en visite in Gai Pied no 30 (septembre 1981) à 37 (avril 1982)
- Bataille contre Genet in Masques no 12 (hiver 1981-1982).
- Les voleurs de vent in Gai Pied no 38 (mai 1982)
- L’inceste ou la prison in Gai Pied no 39 (juin 1982)

## Adaptations
- L'Île Atlantique, téléfilm réalisé en 2005 par Gérard Mordillat, adapté du roman portant le même titre de Tony Duvert.
- Duvert. Portrait de Tony. , pièce de théâtre mise en scène en 2020 par Simon-Elie Galibert, adaptée des romans Récidive et Quand mourut Jonathan de Tony Duvert au Théâtre national de Strasbourg dans le cadre de l’autre saison.